# Jean Guillaumin
Jean Guillaumin, né le 19 avril 1923 à Riom et mort le 7 avril 2017 à Lyon,, est professeur émérite de psychologie et psychopathologie clinique  à l'université de Lyon et psychanalyste français.

## Parcours de formation et professionnel
Il fait des études de psychologie et exerce comme psychologue, puis il se forme à la psychanalyse après une analyse avec Michel Gressot. Il soutient une thèse de doctorat intitulé La dynamique de l'examen psychologique et devient professeur de psychologie clinique à l'université Lumière Lyon-II. Il exerce à Paris et à Lyon notamment avec Didier Anzieu dont il était proche et avec Jean Bergeret avec qui il a animé le groupe lyonnais de la Société psychanalytique de Paris. 
Jean Guillaumin a publié de nombreux ouvrages et articles.

## Citation
- La psychanalyse pour sa part, a mis au centre de son épistémologie, de sa démarche de connaissance, cette évidence clinique que l'appréhension de l'objet ne peut jamais être effectuée sur un mode tel que le sujet épistémique - le sujet qui connaît - soit absent ou "neutre" par rapport à l'objet de sa connaissance. La problématique du transfert et du contre-transfert exprime fondamentalement, dans la cure psychanalytique, cette réalité, que celui qui connaît est profondément engagé (et pas seulement dans des proportions supposées mesurables par un coefficient chiffré). L'objet de vérité va donc être un objet trans- et inter- personnel. Nous contribuons à la connaissance tout autant que l'objet avec lequel cependant nous devons garder le sentiment de ne pas nous confondre projectivement. La vérité de l'objet ne peut se donner autrement que dans cet étrange compromis., in Journal des psychologues, 1990, no 79.

## Publications

### Ouvrages comme auteur
- Le rêve et le Moi, PUF, 1979,  (ISBN 2130359272)
- Adolescence et désenchantement, Paris, L'Esprit du temps, 2001,  (ISBN 2913062172)
- La psychanalyse un nouveau modèle pour la science ?, Paris, L'Esprit du Temps, 2003  (ISBN 2847950117)
- Entre blessure et cicatrice.: le destin du négatif dans la psychanalyse, Champ Vallon, 1987, coll. « L'or d'Atalante »  (ISBN 2903528942)
- Le négatif, avec André Green, Bernard Favarel-Garrigues et Pierre Fédida, Paris, L'Esprit du Temps, 1995, coll « Perspectives psychanalytiques »  (ISBN 9782908206586)

### Direction d'ouvrages
- Le père : figures, réalités,  Paris, L'Esprit du Temps, 2003, coll « Perspectives psychanalytiques »  (ISBN 2847950109).
- La genèse du souvenir, Puf, 1968.
- La dynamique de l'examen psychologique, Puf, 1965.
- Psyché, études psychanalytiques sur la réalité psychique, Puf, 1983.
- L'objet, Paris, L'Esprit du temps, 1996, coll. Perspectives psychanalytiques.
- Transfert/contre-transfert, Paris, L'Esprit du temps, 1998, coll. « Perspectives psychanalytiques ».
- Le moi sublimé, psychanalyse de la créativité, Paris, Dunod, 1998.